# Tuzson Pál
Tuzson Pál (Zernest, 1901. március 18. – Budapest, 1959. május 27.) vegyészmérnök, egyetemi magántanár, a kémiai tudományok doktora (1955).

| Tuzson Pál                                | Tuzson Pál                                |
| Kattints az alábbi külső linkek egyikére! | Kattints az alábbi külső linkek egyikére! |
| ----------------------------------------- | ----------------------------------------- |
| Nem található szabad kép.(?)              |                                           |
| külső link · jogvédett                    | Tuzson Pál- arcképe                       |

## Pályafutása
1924-ben szerezte diplomáját a budapesti műegyetem, majd 1928-tól 1939-ig tanársegéd volt a pécsi tudományegyetem Orvoskémiai Intézetében Zechmeister László mellett. 1929-ben műszaki doktorátust nyert, 1937-ben pedig megszerezte a magántanári képesítést a pécsi egyetemen. Az 1930-as évek végén kezdett a gyógyszeripari kérdésekkel foglalkozni, budapesti és kolozsvári gyógyszervegyészeti üzemek kutatólaboratóriumaiban dolgozott. 
Jelentősek voltak a karotinoidok reverzibilis izomerizálásával kapcsolatban végzett kísérletei. Létrehozta 1953-ban a Gyógyszeripari Kutató Intézet növénykémiai osztályát, ennek haláláig vezetője volt. A szívre ható glükozidok, rauwolfia alkaloidok előállítására több eljárást is kidolgozott. Az 1950-es években fontos eredményeket ért el a Solanum alkaloidok kutatásában, ezzel lényegében megalkotta a szteroid hormongyártás alapjait.

## Fontosabb művei
- Isomeration of Carotinoids (Zechmeister Lászlóval, Biochem. Journal, 32. 1938)
- Umkehrbare Isomerisation von Carotinoiden durch Jod-Katalyse (Zechmeister Lászlóval, Berichte d. deutschen Chem. Gesellschaft, 72. 1939)
- Solanum alkaloidok (doktori értekezés, Bp., 1954)
- Solanum Alkaloide IV. Über den Abbau des Solasodins (I., Bite Pállal, Acta Chim. Acad. Sci. Hung. 1958. 17.)
- Solanum Alkaloide. V. über den Abbau des Solasodins (II. Lénárd Katalinnal és Magyar Györggyel, Acta Chim. Acad. Sci. hung. 1958)